# Entre el amor y el deseo
 (срп. Између љубави и жеље) мексичка je теленовела, продукцијске куће ТВ Астека, снимана 2010.

## Синопсис
Млада милионерка Патрисија је заљубљена у Луис Карлоса, Исолдиног сина, сина кућне помоћнице велике породице Думонт. Мајка и син су одувек живели у вили амбасадора Едгара и његове жене Ренате, који су Патрисијини родитељи. Велика тајна из прошлости држи Исолду у тој кући. На прослави Патрисијиног рођендана, Рената забрањује Луис Карлосу улазак у кућу, притом понижавајући га, и подсећајући на његов низак друштвени статус и на чињеницу да је само слуга.
Ова неправедна ситуација, ствара бес и љутњу која у потпуности мења осећања и однос међу њима. Луис Карлос пушта псе који упадају у кућу и нападају Андреса, Патрисијиног брата, који после тога остаје инвалид. Како би спречила икакву могућу романсу између Патрисије и Луис Карлоса, Рената шаље своју ћерку у Европу.
Шест година касније Луис Карлос сазнаје да се Патрисија вратила у земљу. Од тог тренутка почиње прича и сукоб између два различита света. Патрисија се враћа са дететом, али је натерана од стране своје мајке да крије ко је отац детета. За то време Луис Карлос се заљубљује у Клаудију, бившу колегиницу са факултета, која је сиромашна, али је зато борац, у исто време амбициозна је и има интересе за Фелипеа, сина Думонтових.
Без обзира на све, Рената се бори против тога да се њена породица повеже са особама нижег сталежа, и урадиће све да би спречила да се њих двоје споје, као што је и урадила са Патрисијом и Луис Карлосом…

## Улоге
| Глумац:             | Улога:                         |
| ------------------- | ------------------------------ |
| Лорена Рохас        | Клаудија Фонтана Мартинез      |
| Виктор Гонзалес     | Луис Карлос Маркез             |
| Маргарита Граила    | Рената Думонт Агетилде Гарсија |
| Александра Гања     | Патрисија Думонт Магања        |
| Фернандо Лухан      | Едгар Думонт                   |
| Хектор Бониља       | Алфредо Фонтана                |
| Вероника Мерчант    | Муријел Толедо                 |
| Маурисио Аспе       | Марсио Гарсија                 |
| Серхио Клеинер      | Серхио Валдивесо               |
| Педро Сикрад        | Рафаел Валдивесо               |
| Синтија Васкез      | Софија Фонтана                 |
| Алваро Гуеро        | Фернандо Линс                  |
| Гина Морет          | Исолда                         |
| Хорхе Луис Веласкез | Фелипе Думонт                  |
| Сесилија Понсе      | Сара Ринкон                    |
| Еухенио Монтесоро   | Андрес Думонт                  |
| Марта Аура          | Елвира                         |
| Маурисио Бонет      | Адријано Толедо                |
| Сесилија Пињеро     | Лусија де ла Граса             |
| Емилио Рамос        | Рамонсито Линс                 |
| Дино Гарсија        | Валтер                         |
| Кармен дел Ваље     | Беатриз де ла Гарса            |